# Game of Death
Game of Death (pinyin: Siwang youxi, 死亡遊戲) är en film från 1978.

## Om filmen
Filmens huvudrollsinnehavare Bruce Lee avled innan inspelningen av filmen hann avslutas, därför innehåller vissa scener skådespelare som liknar Lee, bland andra Yuen Biao. Filmen har klippts om otaliga gånger. 

## Rollista (urval)

Bruce Lees manusanteckningar

- Bruce Lee - Billy Lo
- Colleen Camp - Ann Morris
- Yuen Biao - Billy Lo
- Kareem Abdul-Jabbar - Hakim
- Dan Inosanto - Pasqual